# 庫金島

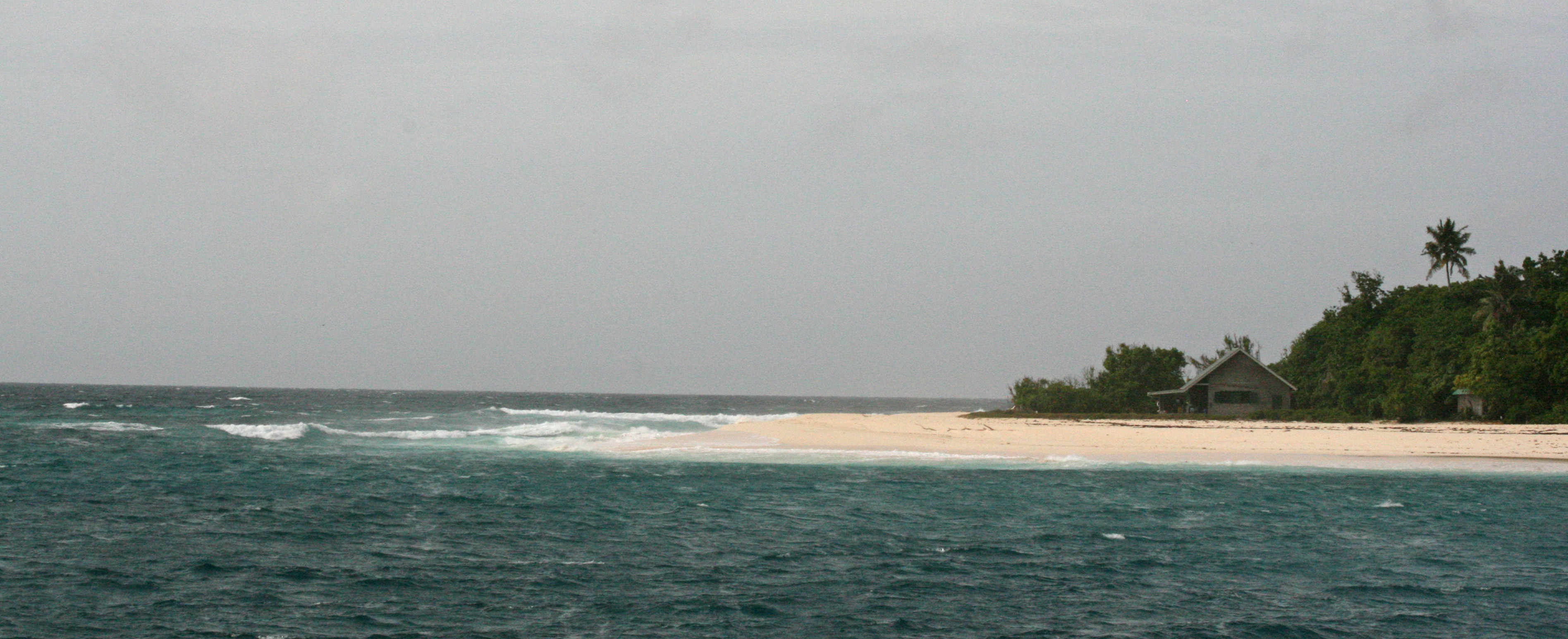

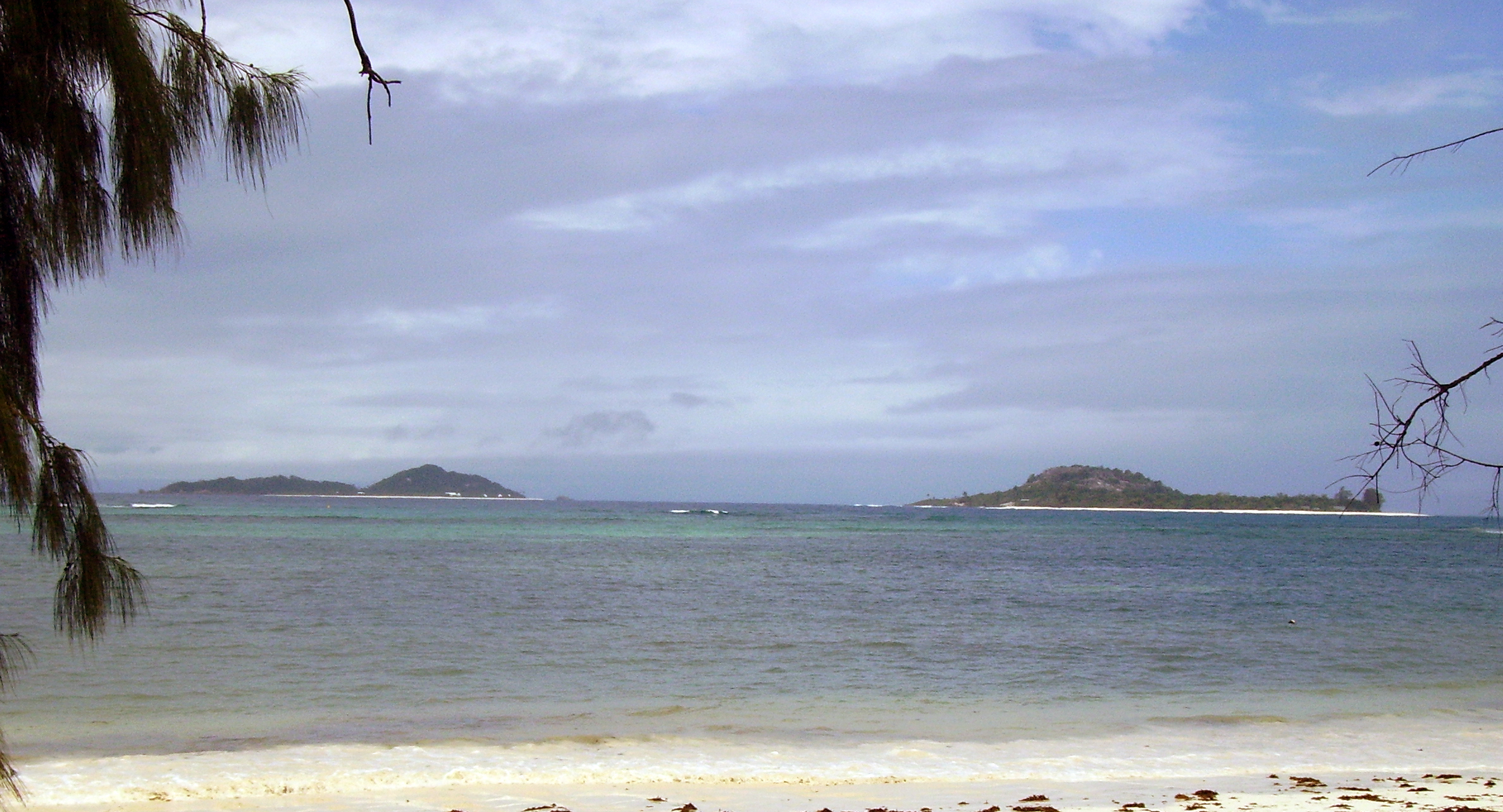

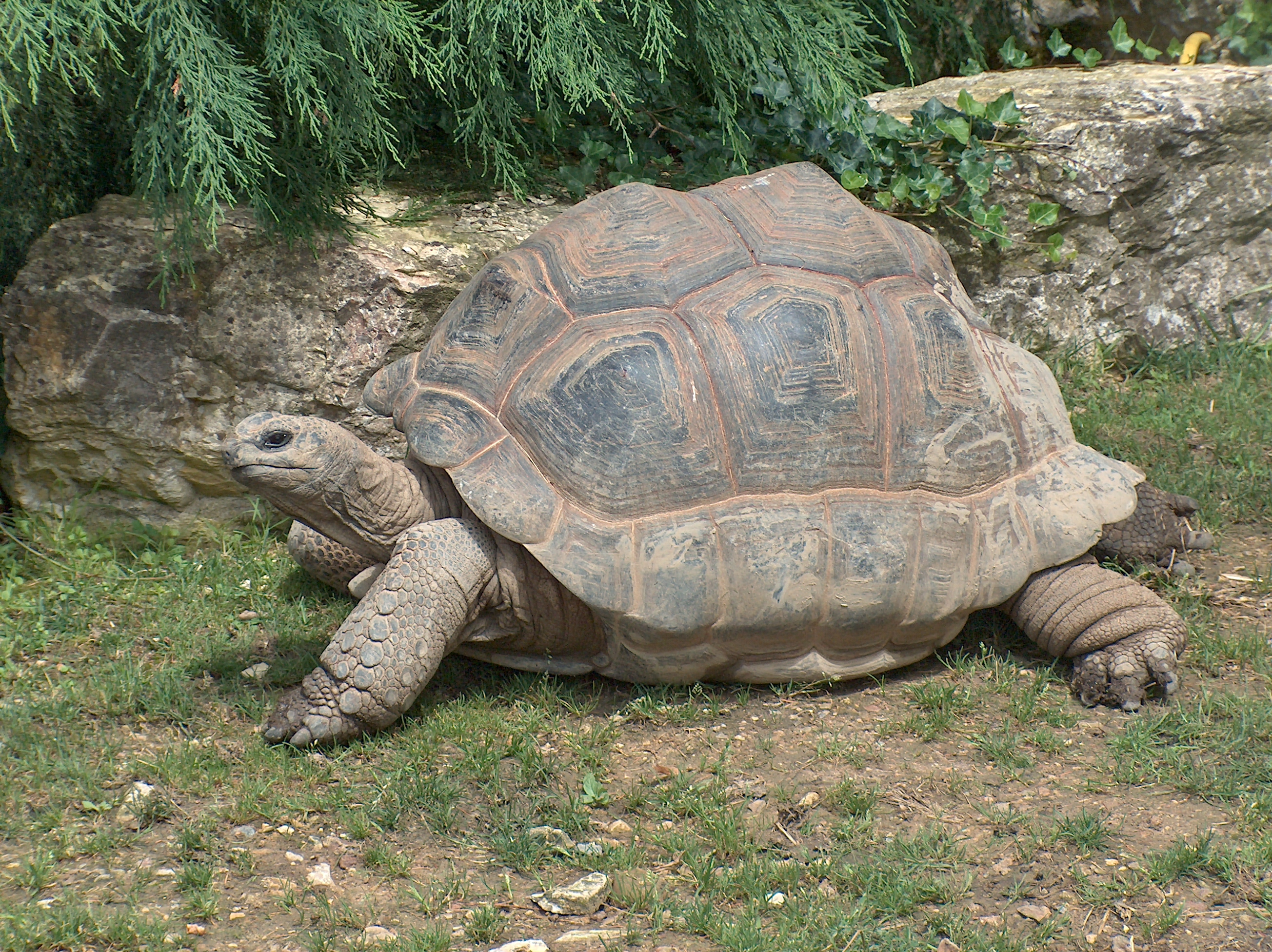

庫金島（英語：Cousin Island）是塞舌爾的島嶼，位於印度洋海域，距離普拉蘭島約4公里，長0.7公里、寬0.5公里，面積0.27平方公里，最高點海拔高度58米，該島被劃入自然保護區範圍，島上無人居住。
4°19′53″S 55°39′47″E / 4.33139°S 55.66306°E